# Robinson & Price

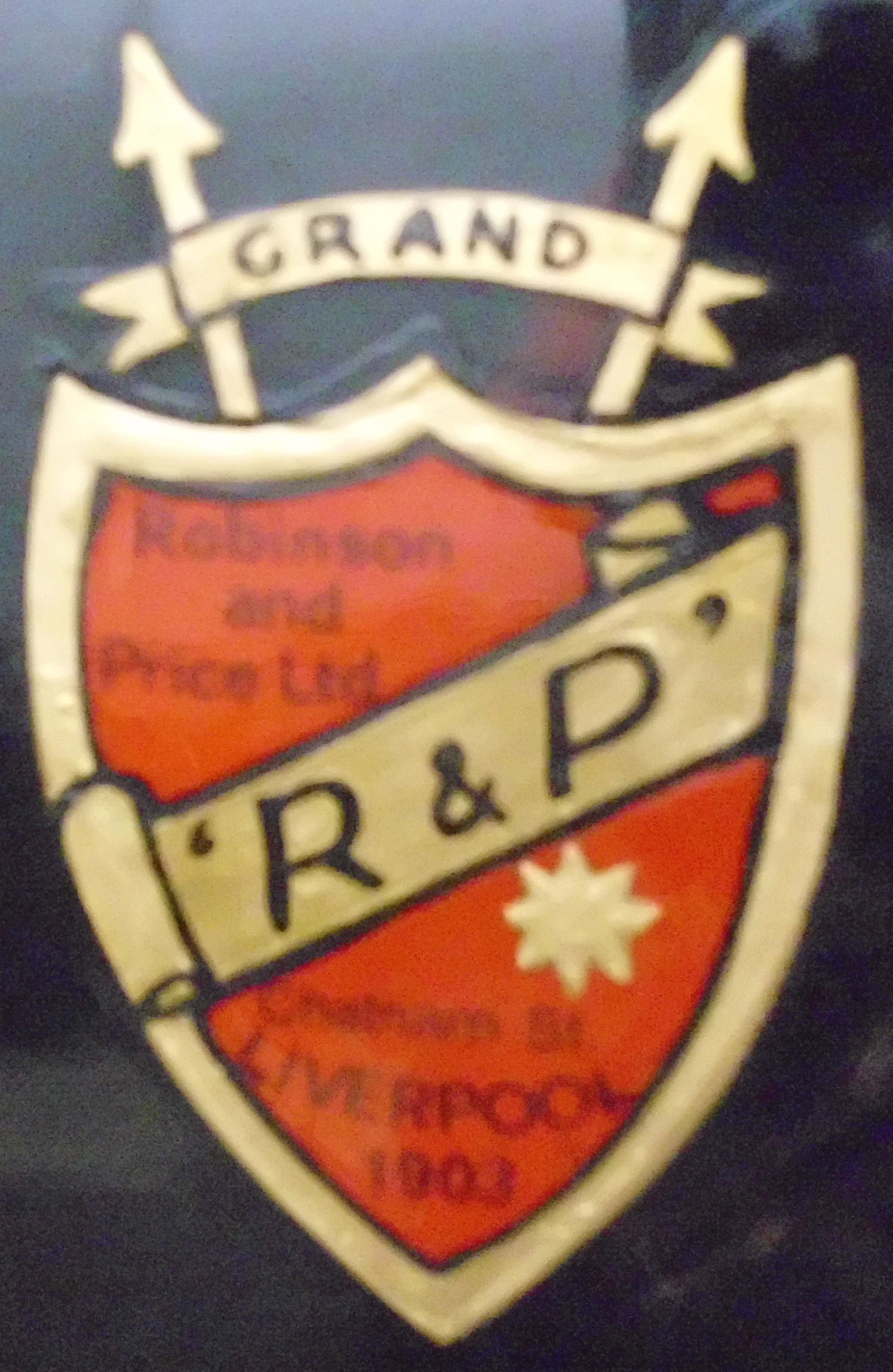
Emblem

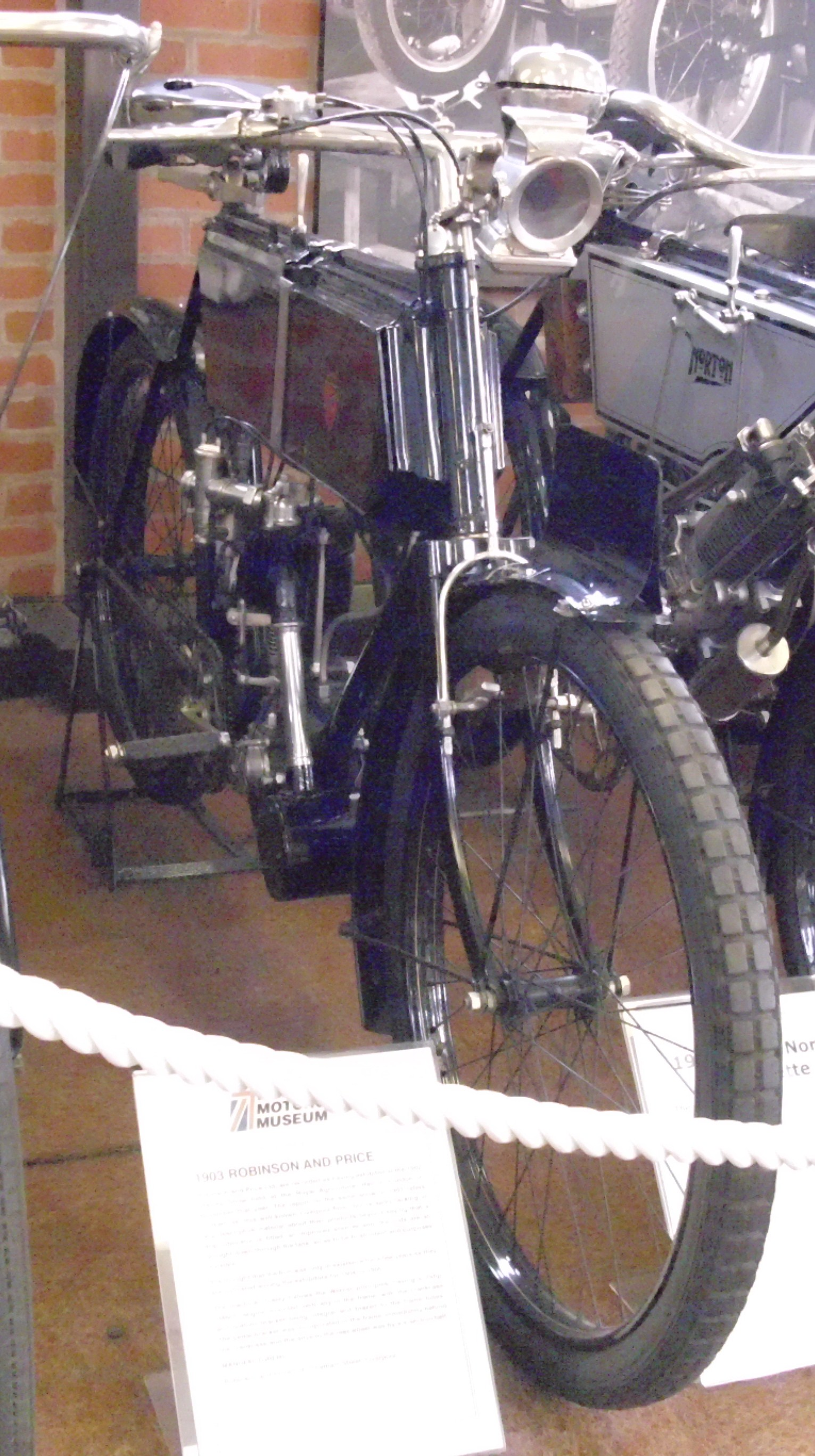
Motorrad von 1903

Die Robinson & Price Ltd. war ein britischer Automobil- und Motorradhersteller in Liverpool (Lancashire).

## Beschreibung
1902 begann die Motorradfertigung. Von 1905 bis 1906 wurden zwei Pkw-Modelle gebaut. Der 6½ hp besaß einen Einzylindermotor, der 10/12 hp einen Zweizylindermotor. Der Erfolg dieser Fahrzeuge war gering und es entstanden nur geringe Stückzahlen.
1913 versuchte sich die Gesellschaft erneut an einem Einzylindermodell, dem 6/8 hp. Dieses Cyclecar wurde vom Markt zwar eher akzeptiert als die vorher gebauten Fahrzeuge, aber der Erste Weltkrieg bereitete der Produktion 1914 ein Ende.
Ein erhalten gebliebenes Motorrad von 1903 steht im National Motorcycle Museum in Solihull.